# Gavalochóri
Gavalochóri ou Gavalohóri (em grego: Γαβαλοχώρι) é uma aldeia do noroeste da ilha de Creta, Grécia, pertencente à unidade municipal de Vámos, ao município de Apocórona e à unidade regional de Chania. O seu território tem 10,2 km² de área e em 2001 tinha 537 habitantes (densidade: 52,6 hab./km²).
Situa-se numa zona de colinas verdejantes, perto dos limites sudoeste da península de Drápano e da costa do mar de Creta, menos de 4 km a nordeste de Vámos, 8 km a sudeste de Kalives, 13 km a noroeste de Georgiópolis e 28 km a sudeste de Chania (distâncias por estrada).
Deve o seu nome à família Gavalas, que ali viveu durante o período veneziano. É uma aldeia muito antiga, o que é atestado pelos poços bizantinos, túmulos romanos que se encontram nas imediações e várias peças que estão expostas no museu local. Apesar de não ter um afluxo de turistas comparável às vizinhas estâncias costeiras de Almírida e Kalives, a população aumenta consideravelmente durante o verão devido à relativa popularidade como local de férias e local de passeio e aos imigrantes ou descendentes de locais que ali vão passar férias.
Descrita como muito pitoresca, devido à paisagem envolvente e ao seu ambiente muito tradicional, tem nada menos que 14 igrejas nas proximidades e um antigo lagar de azeite restaurado que funciona como museu. Outra das atrações turísticas de Gavalochóri é o seu Museu de História e Folclore, que ocupa uma antiga villa veneziana com adições turcas. O museu mostra a história e cultura da aldeia nas diversas divisões da casa. Duas das atividades tradicionais locais que ali são mostradas são a cantaria, a escultura em madeira e o kopanéli, um tipo de seda tecido manualmente com um fuso. A produção de seda usando bichos-da-seda criados localmente remonta ao período otomano, quando os turcos plantaram as amoreiras que ainda hoje abundam em volta da aldeia.